# Patrick Jane
Patrick Jane es el protagonista de la serie televisiva El mentalista. Trabaja como asesor del CBI usando su agudo poder de observación y su instinto para resolver crímenes, sobre todo el asesinato de su esposa e hija a manos del asesino en serie Red John.